# Janowo (powiat nidzicki)
Janowo – wieś w Polsce położona w województwie warmińsko-mazurskim, w powiecie nidzickim, w gminie Janowo. Siedziba gminy Janowo.
Dawniej miasto; uzyskało lokację miejską w 1421 roku, zdegradowany w 1869 roku. Jako Janów był miastem królewskim Korony Królestwa Polskiego w województwie mazowieckim.
W latach 1954–1972 wieś należała i była siedzibą władz gromady Janowo. W latach 1975–1998 miejscowość należała administracyjnie do województwa olsztyńskiego.
W okresie międzywojennym Janów był siedzibą komisariatu Straży Celnej „Janowo” oraz ulokowana była tu Placówka Straży Celnej „Janowo”.
W Janowie znajduje się parafia pw. św. Rocha oraz cmentarz żydowski.

## Historia
Pierwotnie na terenie dzisiejszej wsi istniała osada i kościół, o których wspomina przywilej lokacyjny Janowa. Z założeniem miejscowości wiąże się legenda. Książę Jan Starszy podczas polowania spadł z konia i złamał nogę. Znalazł go Jan (cieśla) i zabrał do wioski, gdzie kolejni Janowie (zielarz, piekarz, medyk i wielu innych) zadbali o zdrowie księcia. Za udzieloną opiekę Jan lokował gród w miejsce ówczesnej wsi. Nadał jej też herb i pieczęć z wizerunkiem Jana Chrzciciela, który był jego patronem.
Kościół powstał w 1374 r. i stał się symbolem miasta. Janowo stanowiło dawniej (po lokacji) miasteczko rządowe nad rzeką Orzyc. Jan Starszy – książę mazowiecki – w 1421 r. nadał przywilej niemiecki, w którym ustanowił w miejscowości łaźnię i postrzygalnię. Miejscowość lokowano na 30 łanach. Mieszkańcy wsi otrzymali prawo do korzystania z lasu, a kupcy zostali zwolnieni z ceł – oprócz wywozu towarów poza Mazowsze. Nazwa miejscowości pochodzi od imienia księcia Jana. Pierwszym wójtem Janowa był Mikołaj zwany Wańkiem.
Przed 1437 r. w obrębie miejscowości znalazła się wieś Mączki. Natomiast po inkorporacji Mazowsza do Polski Janowo zostało miastem królewskim. W XV w. odbywały się tu mazowiecko–krzyżackie zjazdy sądowe. Książęta mazowieccy wprowadzili targ i trzy jarmarki w ciągu roku. Zygmunt I w 1553 r. uwolnił miasto od podatków na okres 4 lat. W połowie XVI w. Janowo było trzecim co do wielkości miastem na ziemi ciechanowskiej. Miało swoich kowali, zdunów, kuśnierzy, cieśli, bednarzy, szewców, rzeźników, piekarzy i komorników.
W 1782 r. dzieci uczyły się jedynie zimą, gdyż latem musiały pracować na roli. W 1827 r. Janowo posiadało: synagogę, kościół murowany, młyn, urząd gminy i dwa wiatraki. W tym roku stanowiło odrębną gminę. W obszarze miasta znajdowało się 140 domów. Mieszkańców zaś było 2059. W 1862 r. w Janowie mieszkało 1616 osób, w tym: 1095 katolików, 11 ewangelików, 629 starozakonnych. Ci ostatni trudnili się rolnictwem i wyrobem płótna domowego. Janowo straciło prawa miejskie po powstaniu styczniowym.

## Ludzie związani z miejscowością
- Władysław Biały – (1882–1940), ksiądz katolicki
- Ryszard Juszkiewicz – polski prawnik, historyk, badacz dziejów ziemi mławskiej, senator I i II kadencji.